# Vertumnus (målning)
För den romerska guden Vertumnus, se Vortumnus.
Vertumnus är ett allegoriskt porträtt av den tysk-romerske kejsaren Rudolf II, som målades omkring 1590–1591 av den manieristiska italienske målaren Giuseppe Arcimboldo.
Giuseppe Arcimboldo var sedan 1562 hovporträttör vid hovet i Prag och avmålade Ferdinand I, Maximilian II och Rudolf II. Målningen är det mest kända av Arcimboldos verk och målades i Milano, Rudolf II är avbildad som Vertumnus ("den föränderlige"), den romerska trädgårdsguden och årstidernas gud. Frukterna och grönsakerna symboliserar överflödet i den guldålder som ansågs ha återkommit efter det att kejsaren tillträtt sitt ämbete.

## Målningen
Sedd på avstånd kan målningen se ut som ett porträtt, men på nära hålls syns att det är sammansatt av avbildningar av grönsaker, böcker, växter, köksutensilier, frukter, havsdjur, landdjur och trädrötter, så att varje enskilt föremål är valt för att ge intrycket av en anatomisk detalj i en människas ansikte. Kejsarens porträtt är skapat av blommor och frukter från olika växtsäsonger: päron, äpplen, körsbär, vindruvor, vete, kronärtskockor, majs, lökar, jordärtskockor, kålblad, hästkastanjer, fikon, mullbär, plommon, granatäpplen,  olika pumpor och oliver. Rudolf II:s porträtt ska symbolisera den balans och harmoni med naturen som hans styre ansågs representera. Denna typ av porträtt var ett uttryck för renässansmänniskans fascination av gåtor, pussel och det bisarra. Arcimboldos mer traditionella religiösa verk glömdes senare bort, men hans porträtt av människors ansikten bestående av föremål både beundrades av hans samtida och har behållit sin lyskraft för eftervärlden.
I blomstergirlangen som hänger som ett ordensband har varje blomma sin egen symbolik. Liljan symboliserar kunglighet och fred, rosen kan vara en förgänglighetssymbol och stå för liv och död, den röda nejlikan betecknar äktenskapet, medan tulpanen ofta står för det Ottomanska imperiet, habsburgarnas arvfiende. Några andra symboler är granatäpplet som vanligen symboliserar fruktbarheten, precis som axet och druvan. Majskolven, oliven och fikonet har också liknande betydelser. Majskolven och oliven kan dessutom beteckna fred och rikedom medan fikonet liksom äpplet är kunskapens frukter. Körsbäret står för sötman och de goda gärningarna, päronet är hoppet och hälsan, hasselnöten den förborgade visdomen. Skägget av borstiga kastanjer antyder såväl manlighet som dygdighet. Kejsarens ögon utgörs av mullbär som under mognadsprocessen skiftar i vitt, rött och svart vilket i detta sammanhang har tolkats som mannens 3 åldrar: barndomen, mannaåldern och ålderdomen.
En del blomstersymbolik har helt enkelt tolkats utifrån plantornas utseende och karaktär. Stickiga och taggiga plantor såsom tisteln eller törnrosen kan associeras med Kristi lidande och korsfästelse. Plantor som kryper längs marken såsom smultron eller violer representerar ödmjukhet. Vallmon kan genom det opiumextrakt som utvinns ur dess kapslar betraktas som en sömngivande nattblomma. Andra plantor knyts till solljuset, som solrosen vars blomma följer solens gång på himlavalvet. Solrosen kan även symbolisera målarkonsten, som hämtar sin inspiration från naturen och imiterar dess skönhet.

## Proveniens
Under slutskedet av trettioåriga krigets sista dagar den 16 juli 1648 gjorde den svenska armén under befäl av Hans Christoff Königsmarck ett överraskande angrepp på Prag och erövrade Lilla sidan med bland annat slottet. Svenskarna plundrade denna del av staden och skaffade ett stort krigsbyte. Arcimboldos porträtt av Rudolf II ingick i detta. Efter stormningen förde svenskarna de stora konstsamlingarna till Stockholm och troligen är det på detta sätt som flera av Arcimboldos verk kommer till Sverige. Mycket tillföll drottning Kristina, som dock skänkte bort en hel del.
Målningens fortsatta historia fram till 1800-talet är inte klarlagd, men den har funnits på Skoklosters slott åtminstone sedan 1845, då den hängde i ett av rummen i biblioteket. Den kan möjligen vara den målning som nämns i dödsboinventeringen 1680 efter Per Brahe den yngre på Bogesunds slott som "en målning av frukter som satts samman" och som ärvdes av hans brorson, som var gift med en dotter till Carl Gustaf Wrangel. Med beskrivningen "ett blomsteransikte, delvis skadats" finns ett konstverk beskrivet 1728 i dödsboinventeringen efter Abraham Nilsson Brahe, som ärvde Bogesund och Skokloster 1701.